# Felix the Cat
Felix the Cat, eller Katten Felix er en amerikansk tegnefilmsfigur, som er skabt i 1919 af tegner Pat Sullivan (1885-1933), men først og fremmest udviklet af hans medarbejder Otto Messmer (1892-1983). 
Felix dukkede første gang op i kortfilmen "Feline Follies" i 1919. 
Figuren Felix nød stor popularitet i 1920'erne og 1930'erne, især i Europa, og i 1928 optrådte en Felix-model i prøvebilledet under nogle af de første forsøg med tv-transmissioner i USA. Sidst i 1950'erne blev serien overgivet til andre kunstnere, og Felix oplevede en renæssance som tv-serie. Den originale Felix indeholdt mange eksperimenter med de midler, som hører den grafiske teknik til: Felix kunne f.eks finde på at slå fra sig med et stort udråbstegn, han selv havde tænkt frem, eller i mangel af en faldskærm gribe en tom taleboble og svæve sikkert ned til jorden.
1923 kom Felix på en mængde produkter såsom keramik, legesager og flere forskellige producenter producerede også kæledyr i form af Felix og band indspillede sange om ham, som Paul Whitemans orkester som  i 1923 optog "Felix Kept On Walking", og komponisttrioen Bryan Wending og Kortlander som i 1928 skrev sangen  "Felix The Cat".
I 1953 begyndte Katten Felix at sendt på amerikansk TV. Joe Oriolo introducerede en omformet "langbenet" Felix, lagde til nye karakterer og gav Felix en magisk taske som kunne antage hvilken form som helst. Siden da er katten forekommet i et antal tv-serier, i to langfilm, den første "Felix the Cat: The Movie" fra 1988, og i forskellige serieformater, eksempelvis tilsammen med  Betty Boop i serien "Betty Boop and Felix" som gas ud 1984-1987, og på en mængde vareprodukter. Oriolos søn, Don Oriolo, ejer nu kreativ kontrol over figuren.
Navnet Felix betyder lykkelig men associerer med ordet Felis, som betyder kat på latin.

## Ekstern henvisning
- Wikimedia Commons har flere filer relateret til Felix the Cat